# (494) Виртус
(494) Виртус (лат. Virtus) — астероид главного пояса, принадлежащий к тёмному спектральному классу C. Он был открыт 7 октября 1902 года немецким астрономом Максом Вольфом в обсерватории Хайдельберг в Германии и назван в честь богини римской мифологии, спутницы Марса Виртусы.

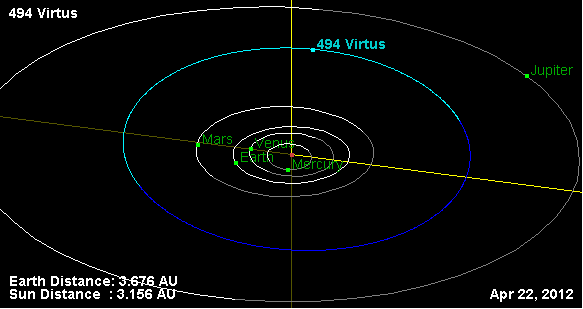
Орбита астероида Виртус и его положение в Солнечной системе